# Potanichthys xingyiensis
Potanichthys xingyiensis és una espècie fòssil d'un gènere monotípic de peixos voladors que va viure en el Ladinià durant el Triàsic Mitjà (fa entre 237 i 228 milions d'anys). Tanmateix i malgrat la semblança, l'espècie no està relacionada amb els peixos voladors moderns que van evolucionar independentment fa uns 65 milions d'anys.